# انقلاب كانتون

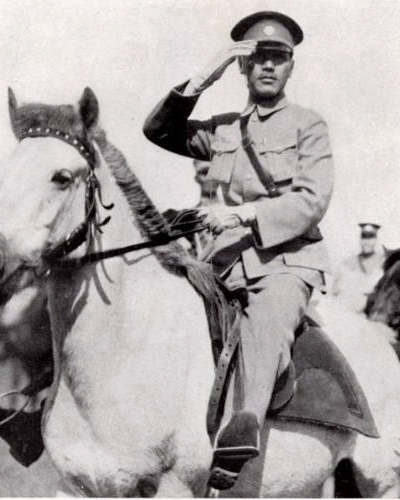
تشيانج كاي شيك يقود الحملة الشمالية في عام 1926.

انقلاب كانتون  في 20 مارس 1926، والمعروف أيضًا باسم حادثة تشونغشان  أو حادثة 20 مارس كان تطهيرًا للعناصر الشيوعية في الجيش القومي في قوانجو (التي كانت تُعرف آنذاك باسم "كانتون") نفّذه تشيانج كاي شيك. رسّخ هذا الحادث سلطة تشيانج مباشرة قبل نجاح الحملة الشمالية، مما جعله الزعيم الأعلى للبلاد.

## تاريخ

### خلفية
في وقت وقوع الحادث، كان الحزب القومي والحزب الشيوعي في الصين يعملان معًا كجزء من الجبهة المتحدة الأولى، متحالفين ضد أمراء الحرب المحليين الذين كانوا يقسمون البلاد إلى إقطاعيات. وكان الاتحاد السوفييتي يعمل مع المجموعتين، ويمول بشكل خاص أكاديمية وامبوا العسكرية في قوانجو. وقد ساعد سون يات سين في استعادة السيطرة على قوانغدونغ؛ وبعد وفاته بالسرطان في عام 1925، بدأ القوميون صراعًا مطولًا على القيادة تضمن حربًا بين المقاطعات. أدى اغتيال لياو تشونجكاي إلى الإطاحة بهو هانمين وترقية تشيانج كاي شيك، قائد الأكاديمية العسكرية آنذاك، إلى قائد الجيش الثوري الوطني. كانت هناك خطط لشن هجوم شمالي ضد أمراء الحرب، لكن القيادة ظلت منقسمة - في المقام الأول بين تشيانج اليميني ووانج جينجوي اليساري. بدعم من السوفييت والشيوعيين، بدا الجناح اليساري منتصراً: قال هو إن الهدف النهائي للقوميين هو الاشتراكية، ووضع مؤتمر الحزب في يناير 1926 الشيوعيين في مناصب استراتيجية، وبدا الحزب "تحت السيطرة اليسارية بالكامل تقريباً". 

### حادثة

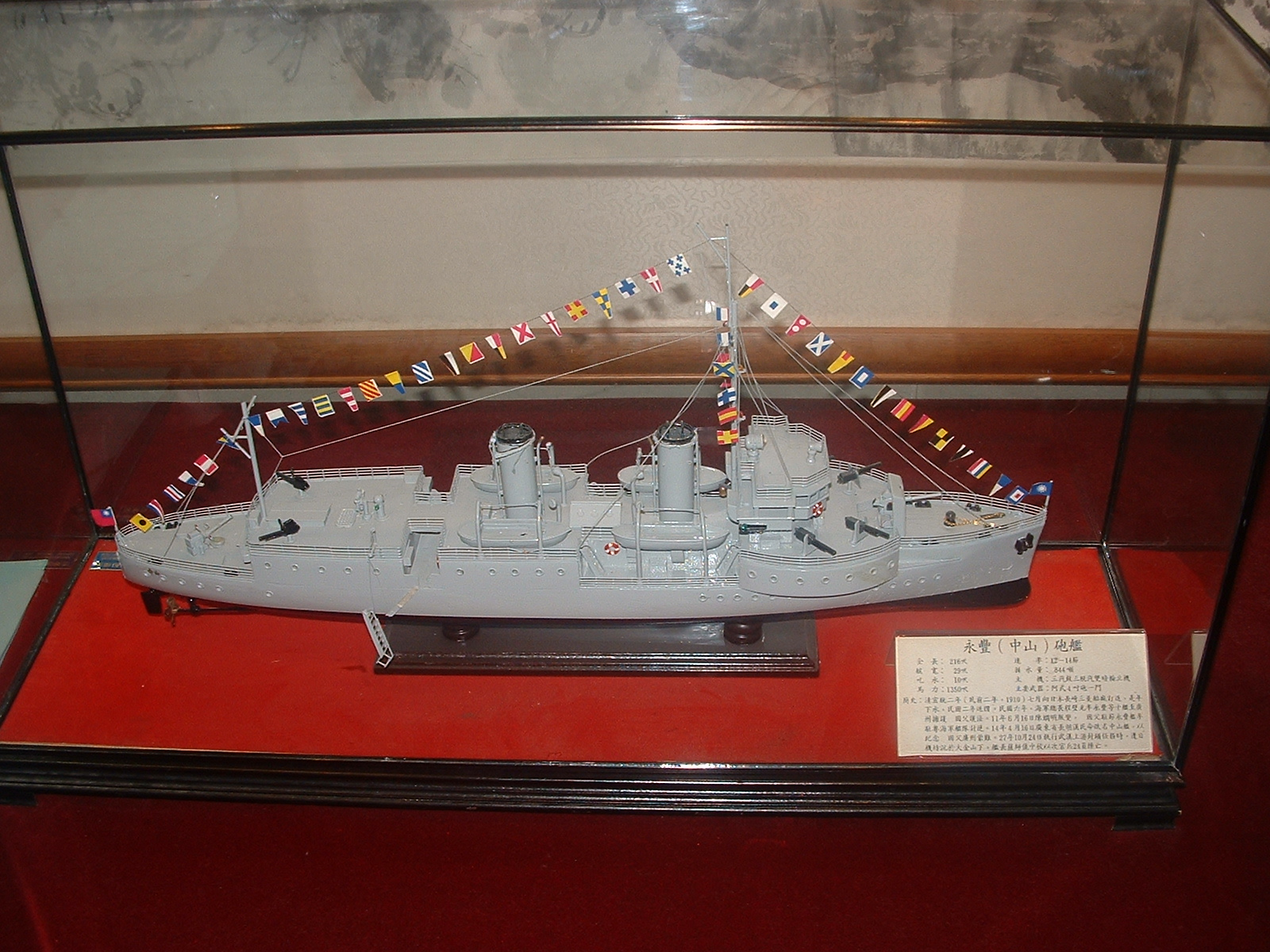
نموذج من تشونغشان.

أُعيد تسمية سفينة الدفاع الساحلي يونغفينغ إلى تشونغشان (التي كانت تُعرف آنذاك باسم تشونغ شان) تكريمًا لسون يات سين بعد وفاته. كانت أقوى سفينة في البحرية القومية. كان قائدها، لي تشيلونج، شيوعيًا، ويعمل مع مستشار بحري سوفيتي. لقد نقلوا سفينته الحربية إلى قوانجو لدعم الانتفاضات في المنطقة، مما أثار قلق القوميين. في ليلة 18/19 مارس، انتقلت فجأة من قوانجو إلى مرسى قبالة تشانغتشو (جزيرة دان). ثم أبحرت عائدة في اليوم التالي.

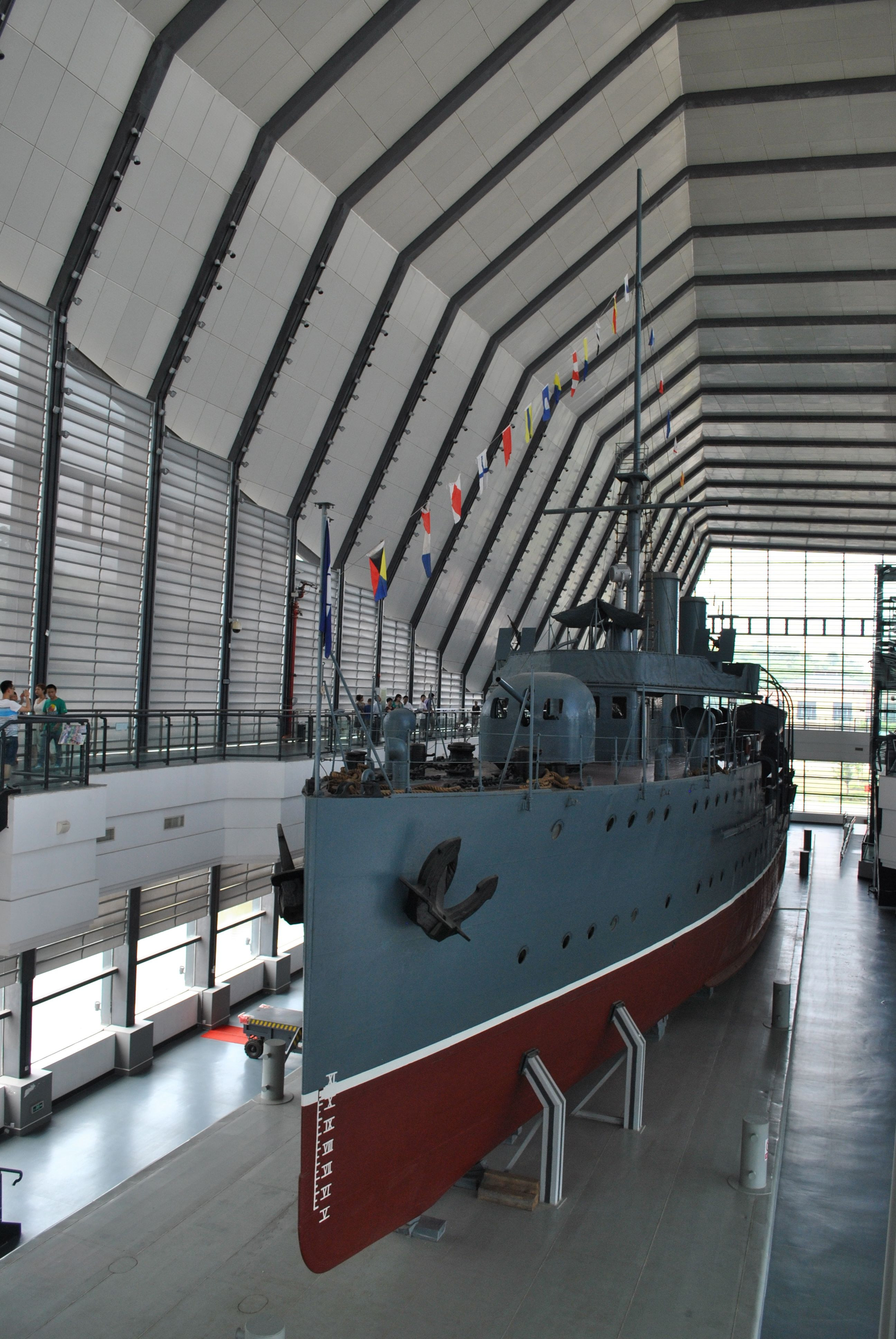
السفينة الحربية.

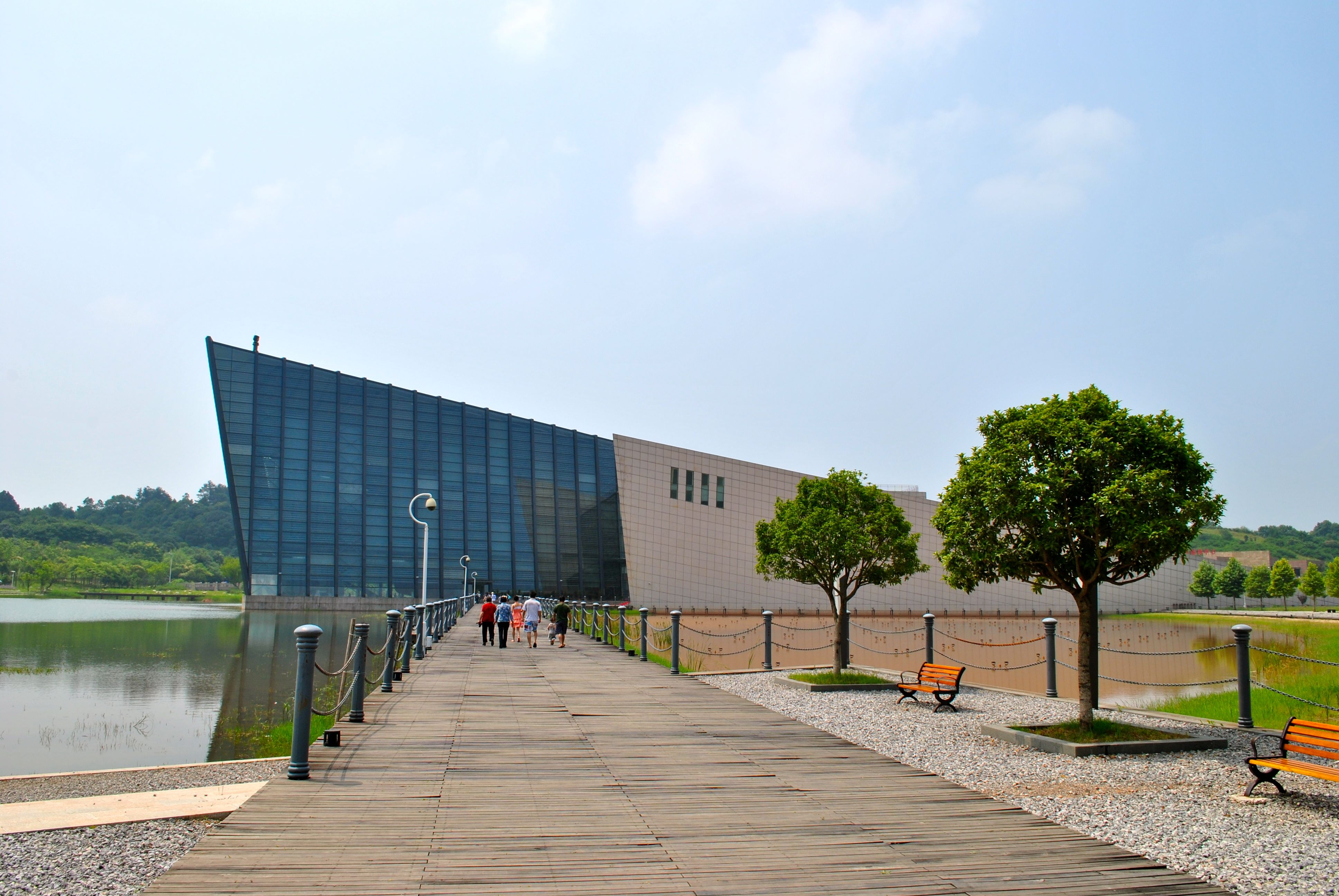
متحف تشونغشان للسفن الحربية في ووهان.

في تقاريره اللاحقة، ذكر تشيانغ أنه شعر بالفزع عندما ادعى قائد السفينة أنه يتصرف بناءً على أوامر منه، والتي لم يصدرها أبدًا.  وتزايدت شكوكه بسبب المكالمات الهاتفية العديدة الغريبة. وذكرت تشين جييرو أن زوجة وانغ، تشين بيجون، اتصلت بها خمس مرات في الثامن عشر من الشهر للتحقق من جدول تشيانج. وأفاد شيو تشن بتلقيه اتصالات متكررة من دينج ياندا، المدير السياسي لوامبوا، يستفسر فيها عن الموعد الذي سيتوجه فيه تشيانج إلى تشانغتشو؛ وعندما أخبره تشيانج أن ذلك لن يحدث قريبًا، اتصل به لي تشيلونج ليبلغه بأمر دينج بالمغادرة. صرح لي دونغفانغ أن تشيانغ لم يوضح أبدًا من الذي أجرى المكالمات المتكررة لكنه يعتقد أنه وانغ جينغوي.  ردًا على ذلك، اشترى تشيانج تذكرة على متن سفينة بخارية يابانية متجهة إلى شانتو، لكنه قرر في النهاية القتال بدلاً من الهروب.  وأشار أندريه بوبنوف، رئيس البعثة السوفيتية في قوانجو، في تقاريره إلى أن الحادث كان بسبب انقلاب فاشل خطط له عن طريق الخطأ بعض القادة الشيوعيين في الجيش القومي. 
في 20 مارس 1926 أعلن تشيانج الأحكام العرفية  وقطع شبكة الهاتف في قوانجو.  استخدم القوات القومية والطلاب العسكريين من أكاديمية وامبوا العسكرية (حيث كان قائدًا) لاعتقال المفوضين السياسيين الشيوعيين.  اعتقل تشن تشاوينغ وتشن سي وأويانغ غي لي تشي لونغ في غرفة نومه عند الفجر، وسيطروا على السفينة الحربية وسيطروا على السفينة الحربية، وحل جيانغ دينغ ون محله في مكتب البحرية. حاصر وو تيتشنغ وهوي دونغ شنغ مساكن وانغ جينغوي والمستشارين السوفييت، ووضعوهم قيد الإقامة الجبرية. تم القبض على دينج ياندا . كما حاصر هوي لجنة الإضراب في قوانغتشو وهونج كونج. أُلقي القبض على دينغ ياندا. كما حاصر هوي لجنة إضراب غوانزو-هونغ كونغ. اعتقل ليو تشي الشيوعيين في الفرقة الثانية، أما أولئك في وامبوا أو في الفيلق الأول - بمن فيهم تشو إن لاي ـ فقد أُلقي القبض عليهم وطُردوا لاحقًا بعد تطبيق مبادئ "المبادئ الثلاثة". وتمت إزالة حاميتين عسكريتين.  كما قام رجال تشيانج بنزع سلاح الحرس العمالي شبه العسكري التابع للشيوعيين.  فر الجنرال فيكتور روغاشيف، رئيس البعثة العسكرية السوفيتية في قوانجو، إلى بكين، لكن فاسيلي بليوخر، المستشار العسكري للقوميين، وميخائيل بورودين، المستشار السياسي الذي ساعد في إعادة تشكيل الحزب القومي الصيني إلى منظمة لينينية، اعتقلا؛  طُرد مساعد بورودين كاسانجا (الاسم المستعار لنيكولاي كويبيشيف) في الرابع والعشرين. 

زار وانغ جينغوي، الذي كان يعاني من حمى شديدة في ذلك الوقت، كل من تشين غونغبو؛ وتان يانكاي، قائد الفيلق الثاني؛ وتشو بيد (الفيلق الثالث)؛ ولي جيشن (الفيلق الرابع)؛ وتي في سونغ، وزير المالية. استشاط وانغ غضبًا، وشعر البعض الآخر بأن تشيانغ كان يبالغ في رد فعله، لكن اللجنة التنفيذية القومية انعقدت في المنزل في 22 مارس، وتم التوصل إلى حل وسط يقضي بأخذ وانغ إجازة في الخارج في المستقبل القريب.

قوانجو (كانتون) في عشرينيات القرن العشرين.

### العواقب
أنهى انقلاب كانتون فعليًا جهود الشيوعيين الصينيين والسوفييت لتقويض القوميين من خلال العمل الدؤوب لتعزيز الجناح اليساري للحزب على حساب الجناح اليميني. ونظرًا لحرص السوفييت على الحفاظ على نفوذهم واحتياجات تشيانغ لمساعدتهم في الحملة الشمالية القادمة، فقد تفاوض هو وبوبنوف على اتفاق جديد. سيحتفظ السوفييت ببعض المستشارين ويقدمون الدعم، لكنهم سيستدعون كويبيشيف، ويقدمون قائمة بالأعضاء الشيوعيين في حزب الكومينتانغ، ويقبلون بأن الشيوعيين لن يشغلوا مناصب وزارية عليا بعد الآن. في 3 أبريل، ذكرت برقية عامة من تشيانغ أن الأمر كان "مسألة محدودة وفردية" تتعلق "بعدد صغير من أعضاء حزبنا الذين نفذوا مؤامرة معادية للثورة". أقال بعض اليمينيين من القيادة، بمن فيهم وو تيتشنغ، وانتقد مجموعة التلال الغربية. كما منع المظاهرات اليمينية ولم يشكك علنًا في الجبهة المتحدة. عارض تروتسكي في روسيا واللجان المركزية للأحزاب الشيوعية في شنغهاي وغوانغدونغ الاتفاق مع تشيانغ، لكن ستالين أيده. في 15 مايو، طلب القوميون من الشيوعيين "عدم التشكيك في الدكتور سين أو مبادئه أو انتقادها"؛ وتقديم قوائم بأسماء أعضائهم داخل الحزب القومي؛ وعدم تجاوز ثلث عضوية أي لجنة بلدية أو إقليمية أو مركزية للحزب؛ وعدم تولي رئاسة أي دائرة حكومية أو حزب. رسّخت الجلسة نفسها قيادة تشيانغ للحزب والجيش، منهيةً بذلك الرقابة المدنية على الجيش القومي. وسرعان ما وسّعت "مراسيم الطوارئ" سلطة تشيانغ طوال فترة الحملة الشمالية، على الرغم من أن سيطرته المباشرة على الجيش ظلت جزئية بسبب تركيبته الإقليمية وولاءاته المنقسمة.
في 7 أبريل استقال وانج جينجوي من منصبه وأعلن أنه سيسافر إلى الخارج؛  وغادر إلى فرنسا سراً في 11 مايو.  تم استدعاء بوبنوف إلى روسيا في نفس الشهر.  عاد وانج أخيرًا في أبريل من العام التالي، بدعوة من بورودين لمواجهة نجاح تشيانج.  بعد إقالته من منصبه في قوانغتشو، سافر تشوان لاي إلى شنغهاي، حيث نظم إضرابات شارك فيها مئات الآلاف من عمال المصانع في فبراير ومارس 1927. 

## الجدل
أنكر الشيوعيون وجود أي مؤامرة ضد تشيانج كاي شيك، وزعموا أن أفعاله كانت تهدف ببساطة إلى إبعاد وانج جينجوي اليساري عن النفوذ على الجيش الثوري الوطني وعلى الأكاديمية العسكرية المهمة في قوانجو. 
يختلف المؤرخون حول ما إذا كانت الحادثة قد دبرها تشيانج كاي شيك؛   مؤامرة شيوعية لاختطافه ونقله إلى فلاديفوستوك؛  أو أن الأمر برمته كان مجرد "سلسلة من سوء التفاهم، وسوء الاتصالات الهاتفية، والتنافسات الشخصية بين الموظفين الصغار". 

### الاستشهادات
1. 1 2 3 4 5 6 7  Wortzel (1999).
2. 1 2 3 4  Felber (2002).
3. ↑  من بين العديد من أسماء صن يات صن، "تشونغشان" هو الأكثر شعبية في الصين.
4. 1 2 3 4 5 6 7 8 9 10  Van de Ven (2003).
5. 1 2 3 4 5 6 7 8 9 10 11 12 13 14  Ah Xiang (1998).
6. ↑  Leutner (2006).
7. ↑  BDC (1986).
8. ↑  Zhang (2005).
9. ↑  Zhang Qianwu has gone so far as questioning whether Li was even the captain of the Zhongshan and argued from surviving records that Li's "orders" were forgeries and that the actual commander was Zhang Chentong.[8]

- Biographical Dictionary of the Comintern، Hoover Publication No. 340، Stanford: Hoover Institution Press، 1986، ISBN:9780817984038، مؤرشف من الأصل في 2023-04-19.
- Ah Xiang (1998)، "The Zhongshan Warship Incident" (PDF)، Tragedy of Chinese Revolution.
- Felber، Roland (2002)، "A 'Bloc Within' or a 'Bloc Without'? Controversies on the CCP's attitude towards the Guomindang before and after 20 March 1926"، The Chinese Revolution in the 1920s: Between Triumph and Disaster، London: RoutledgeCurzon، ص. 52–65، ISBN:9781136873102، مؤرشف من الأصل في 2023-05-21.
- Leutner، Mechthild (2006)، "The Communist Party of China and the Communist Party of the Soviet Union and the Comintern in the 1920s and Early 1930s: Interactions between Cooperation and Defense"، Global Conjectures: China in Transnational Perspective، Chinese History and Society, Vol. 30، Berlin: Lit، ص. 41–55، ISBN:9783825894818، مؤرشف من الأصل في 2023-04-15.
- Wortzel، Larry M. (1999)، Dictionary of Contemporary Chinese Military History، Westport: Greenwood Press، ISBN:9780313293375، مؤرشف من الأصل في 2024-12-13.
- Van de Ven، Hans (2003)، War and Nationalism in China: 1925–1945، Studies in the Modern History of Asia، London: RoutledgeCurzon، ISBN:978-0415145718، مؤرشف من الأصل في 2025-03-11.
- Zhang Qian-wu (فبراير 2005)، "The Truth of the Event of the Warship 'Zhongshan'"، Journal of Xidian University, Social Sciences ed.، مؤرشف من الأصل في 2018-11-26، اطلع عليه بتاريخ 2013-03-26

## روابط خارجية
- Zhou Enlai (14–15 يوليو 1960)، "The Communist International and the Chinese Communist Party"، Selected Works، Beijing: Foreign Languages Press، ج. II، ص. 306–319.